# Banana (serie televisiva)
Banana è una serie televisiva britannica ideata da Russell T Davies e trasmessa nel 2015 da E4, che ruota attorno alla gioventù di Manchester appartenente alla comunità LGBT.
La serie è stata annunciata nel novembre del 2013 insieme alla serie Cucumber e alla webserie Tofu dello stesso Davies. I titoli delle tre serie fanno riferimento a uno studio scientifico dell'European Association of Urology sull'erezione maschile, che ha individuato una scala di durezza composta da quattro fasi, tofu, peeled banana (banana sbucciata), banana e cucumber (cetriolo).
Banana si svolge nello stesso mondo narrativo di Cucumber, infatti le vicende e i personaggi delle serie si incrociano tra di loro in maniera coerente. Tuttavia, a differenza di Cucumber che tratta di un unico personaggio nell'arco dei suoi otto episodi, Banana è una serie antologica e ogni suo episodio ruota attorno a differenti personaggi.

## Sviluppo
Banana è nata come serie sorella di Cucumber, in sviluppo già dal 2006, e della webserie documentario Tofu. Mentre Cucumber ruota attorno a un uomo gay di mezza età (interpretato da Vincent Franklin) nel corso della sua intera durata, Banana è una serie antologica e ogni suo episodio si concentra su diversi personaggi giovani appartenenti alla comunità LGBT.
Il cast principale della serie comprende il primo attore transgender ad aver interpretato un personaggio transgender nella televisione britannica: l'attrice Bethany Black, che nella serie interpreta una donna transessuale di nome Helen. Davies aveva fortemente insistito affinché venisse scelto un attore transgender, arrivando ad alterare il copione finché Black non è stata scritturata. Nell'episodio che ha come protagonista Helen compare anche il personaggio, già apparso in Cucumber, di Cleo Wilkinson (interpretata da Julie Hesmondhalgh), in una scena che simboleggia il "passaggio del testimone" tra Hesmondhalgh, l'attrice cisgender che aveva interpretato la transessuale Hayley Cropper nella soap opera Coronation Street tra il 1998 e il 2014, e Black e la comunità transgender.

## Produzione
Le riprese della serie hanno avuto luogo tra giugno e settembre del 2014.

## Episodi
| Stagione       | Episodi | Prima TV UK | Prima TV Italia |
| -------------- | ------- | ----------- | --------------- |
| Prima stagione | 8       | 2015        | inedita         |

## Trasmissione internazionale
Mentre nel Regno Unito Banana è stata trasmessa a partire dal 22 gennaio 2015 su E4, negli Stati Uniti la serie ha debuttato il 13 aprile dello stesso anno sul canale Logo, registrando l'ascolto di appena 24.000 spettatori, meno della metà di quelli che aveva avuto Cucumber in precedenza.
In Australia la serie è stata trasmessa dal canale SBS Two.